# Zeeland
Zeeland er en nederlandsk provins, beliggende i den sydvestlige del af Nederlandene.
Provinsen grænser op til Belgien mod syd, Nordsøen mod vest, Zuid-Holland mod nord og Noord-Brabant mod øst. Zeeland har et samlet areal på 2.933 km2, hvoraf 1.146 km2 udgøres af vand. Provinsen har 382.304 indbyggere (2018).
Zeelands hovedstad og største by hedder Middelburg, hvor den lokale provinsadministration holder til. Kongens kommissær (nederlandsk: Commisaris van de Koning) i Zeeland hedder Han Polman.
Zeeland er præget af deltaet for floderne Schelde, Maas og Rhinen, og består hovedsagelig af øerne i dette delta. 
Zeeland var, sammen med provinserne Noord-Holland og Zuid-Holland, den økonomisk bærende provins efter de nordlige Nederlandenes løsrivelse fra Spanien i slutning af 1500-tallet. Dette skyldes søfarten. Således gav Zeeland sit navn til New Zealand, der blev opdaget af søfolk fra Zeeland.

## Geografi
Zeeland ligger i den sydvestlige del af Nederlandene. Den grænser op til provinsen Zuid-Holland i nord, Nordsøen i vest, og de belgiske provinser Østflandern og Vestflandern i syd. I øst grænser Zeeland op til Noord-Brabant. Zeeland er Nederlandenes ottende største provins. Den har et samlet areal på 2.933 km2, hvoraf 1.146 km2 udgøres af vand. Eksklusive vand er Zeeland Nederlandenes tiende største provins.

### Underinddelinger
Zeeland er opdelt i to COROP-områder: Zeelandsk Flandern og Øvrige Zeeland. COROP-enhederne bruges af staten i forbindelse med statistik og analyse.
Zeeland består af 13 kommuner. Terneuzen er provinsens folkerigeste kommune, mens Sluis arealmæssigt er Zeelands største kommune. Noord-Beveland har det laveste indbyggertal, mens Vlissingen har det mindste areal.
| Kommune            | Indbyggere | Areal      | COROP-område       |
| ------------------ | ---------- | ---------- | ------------------ |
| Borsele            | 22.716     | 141,72 km2 | Øvrige Zeeland     |
| Goes               | 37.408     | 92,68 km2  | Øvrige Zeeland     |
| Hulst              | 27.395     | 201,44 km2 | Zeelandsk Flandern |
| Kapelle            | 12.649     | 37,13 km2  | Øvrige Zeeland     |
| Middelburg         | 48.081     | 48,54 km2  | Øvrige Zeeland     |
| Noord-Beveland     | 7.385      | 85,82 km2  | Øvrige Zeeland     |
| Reimerswaal        | 22.411     | 101,99 km2 | Øvrige Zeeland     |
| Schouwen-Duiveland | 33.735     | 230,07 km2 | Øvrige Zeeland     |
| Sluis              | 23.636     | 279,67 km2 | Zeelandsk Flandern |
| Terneuzen          | 54.519     | 250,65 km2 | Zeelandsk Flandern |
| Tholen             | 25.540     | 147,09 km2 | Øvrige Zeeland     |
| Veere              | 21.896     | 133,13 km2 | Øvrige Zeeland     |
| Vlissingen         | 44.451     | 34,18 km2  | Øvrige Zeeland     |

De 13 kommuners placering i Zeeland:
| 1. Borsele 2. Goes 3. Hulst 4. Kapelle 5. Middelburg 6. Noord-Beveland 7. Reimerswaal | 8. Schouwen-Duiveland 9. Sluis 10. Terneuzen 11. Tholen 12. Veere 13. Vlissingen |

## Demografi
Zeeland har et indbyggertal på 382.304 indbyggere (2018) og en befolkningstæthed på 213 pr. km2. Det er Nederlandenes mindste provins målt på antal indbyggere. Zeeland har desuden Nederlandenes tredje laveste befolkningstæthed. Terneuzen er provinsens folkerigeste kommune.

## Politik
Provinsrådet i Zeeland (nederlandsk: Provinciale Staten) består af 39 medlemmer med kongens kommissær i spidsen. Den nuværende kommissær er Han Polman fra Demokraterne 66 (D66). Han afløste Karla Peijs (2007-2013) fra Kristendemokratisk Appel (CDA) 1. marts 2013. Zeelands provinsråd vælges af Zeelands indbyggere, mens kommissæren udpeges af kongen og den nederlandske regering. VVD, CDA og SGP er med 6 sæder hver de tre største partier i provinsrådet. Den daglige ledelse varetages af en lille styrelse (nederlandsk: Gedeputeerde Staten), hvis medlemmer (nederlandsk: gedeputeerden) kan sammenlignes med ministrene i en regering. Styrelsen ledes af kommissæren.